# Théodore-Jean Tarade
Théodore-Jean Tarade (* 1. November 1731 in Paris; † 14. September 1788 in La Flèche) war ein französischer Violinist und Komponist der Vorklassik.

## Leben
Théodore-Jean Tarade war ab 1751 Mitglied im Orchester der Académie royale de musique, dem er bis zu seiner Pensionierung im Jahr 1776 angehörte. Sein Debüt als Solist hatte er 1754 mit einem Violinkonzert von Jean-Joseph Cassanéa de Mondonville beim Concert spirituel. 1757 hatte er zwei weitere solistische Auftritte bei den Concert spirituel im Duo mit Jacques Lemière. Am 15. Juli 1765 wurde seine Opéra comique La réconciliation Villageoise erfolgreich in der Comédie-Italiènne aufgeführt. 1767 heiratete Tarade die Notenstecherin Françoise-Marie Dutartre, mit der er gemeinsam eine Musikalienhandlung eröffnete. Neben dieser Tätigkeit gab Tarade vor allem Violinunterricht. Nach dem Niedergang des Geschäftes 1783 wurde er 1785 Violinlehrer an der Militärschule Collège royal Henri-le-Grand in La Flèche.

## Werk (Auswahl)
Neben seinem Bühnenwerk arrangierte er bekannte französische Opernarien für Gesang oder Flöte und Basso continuo. In seinem Traité du violon beschreibt er die Technik und Aufführungspraxis seiner geigerischen Vorgängergeneration, wie beispielsweise Jean-Baptiste Senaillé, Jean-Pierre Guignon oder Jean-Marie Leclair.
Instrumentalwerke
- Sechs Sonaten op. 1 für Violine und B.c. (qui peuvent se jouer sur le pardessus de viole, können auf der Diskantgambe gespielt werden) 1761
- Premier Recueil des plus beaux airs für 2 Violinen
- Suite de Noels en quatuor (möglicherweise verschollen)
- Konzertante Sinfonie für 2 Violinen, Viola und Orchester (verschollen)
- Les amusements d’un violon seul ou 2ie Recueil d'airs connus

Lehrwerke
- Nouveaux principes de musique et du violon (verschollen), in Auszüge erhalten, in Jean-Baptiste Cartiers L’Art du violon von 1798.
- Traité du violon (1774) 1972 im Nachdruck erschienen
- L’Art du violon (Paris, 1789)